# Чайковский, Михаил Станиславович
Михаи́л Станисла́вович Чайко́вский (пол. Michał Czajkowski, укр. Михайло Станіславович Чайковський), Сады́к-паша́ (тур. Mehmet Sadık Paşa; 17 [29] сентября 1804, Гальчинец, Житомирский уезд, Волынская губерния — 6 [18] января 1886, Борки, Козелецкий уезд, Черниговская губерния) — общественный деятель, писатель, участник польского восстания 1830 года, офицер турецкой армии. Польский шляхтич и казак, потомок известных польских шляхетских казачьих родов, родственник Ивана Брюховецкого, кошевого атамана Запорожской Сечи и гетмана Украины. Представитель так называемой «украинской школы» в польской литературе.

## Биография
Родился в селе Гальчинец Житомирского уезда Волынской губернии (теперь село Гальчин Бердичевского района Житомирской области) в 1804 году. Отец — Станислав Чайковский, подкоморий Житомирский, городничий воеводства Киевского, мать — Петронелла Глембоцкая. По отцу Михаил происходил из древнего польского дворянского рода, переселившегося из Малой Польши на Волынь в XVII веке, по матери же приходился родственником Ивану Брюховецкому, гетману Украины.
Ещё в детстве он лишился отца и первые годы жизни находился под сильным влиянием деда. Дед его был украинофилом и приверженцем «аристократизма в духе казачества и шляхетства», как говорит сам Чайковский в своих «Воспоминаниях». В его доме жили на старый казацкий лад, много пили, ели и веселились. В семье дед Чайковского был самодуром и деспотом: как персонаж Гоголя Бульба, он стрелял в своего сына, выслужившегося в русских войсках, и чуть не убил его. Михаил Чайковский занимался охотой с соколами, скакал верхом, слушал украинские думы казака Левки. В 8 лет Чайковского отдали в Бердичевскую школу англичанина Вольсея, где на него имел особенное влияние Гулак-Артемовский, известный украинофил. Из школы Вольсея Чайковский поступил в Межиречье-Корецкое, в лицей Волынский, руководимый ксендзами-пиаристами, «орденом революционным, демократическим, скорее космополитическим, чем чисто польским». Там больше всего изучалась французская революция и развивался в воспитанниках дух самостоятельности и протеста. В 15 лет Чайковский окончил лицей со степенью бакалавра математических и словесных наук и, по желанию матери, поехал в Варшаву, чтобы поступить в Варшавский университет. Смерть матери помешала его поступлению в Варшавский университет, а последовавшая вскоре за тем смерть богача-дяди сделала его помещиком. Он посвятил себя хозяйству и вел образ жизни тогдашней веселящейся шляхты, предававшейся кутежам.

## Польское восстание
Приближался 1830 год. Чайковский часто ездил в Киев на «контракты», где в то время шла подготовительная работа к восстанию и господствовало «всеславянское» настроение, вполне соответствовавшее тем впечатлениям детства и школе, под которыми он вырос. В 1830 году Чайковский женился на дочери богатого польского дворянина Карла Ружицкого и вскоре поступил офицером в войска польской армии, одним из полков которой командовал Ружицкий. Когда началось восстание, постепенно в него был втянут вместе с Ружицким и Чайковский. Они должны были собрать в лесах под начальство Тадеуша Струмиллы, наполеоновского ветерана, 800 всадников и 2000 пехоты. Во время этих приготовлений в имение Чайковского приехал адъютант генерала Левашева с приказанием арестовать управляющего Чайковского, а его самого вызвать для личных объяснений в Житомир. Но крестьяне, очень любившие своего помещика, чуть не повесили офицера и жандармов. Этот инцидент окончательно решил судьбу Чайковского: он решительно стал в ряды повстанцев вместе с Ружицким, полк которого принимал самое деятельное участие в восстании.

15 мая 1831 года Чайковский покинул свои поместья, оставив своим крестьянам дарственную запись на землю. Все время, пока продолжалось восстание, он находился в рядах польских войск и вместе с ними перешёл австрийскую границу, когда восстание потерпело поражение. Впоследствии, в своих «Воспоминаниях», он крайне отрицательно отнесся к этим событиям и к их деятелям: 
Поляки ушли за границу, имея 130000 отличного и хорошо вооружённого войска... У них не было единодушия, не было определённой цели, не было короля, а “Речь Посполитая” кутила и прокутила вдовий грош, свою добрую славу и своё святое дело.

## В Париже
Вместе с другими офицерами польской армии Чайковский был прекрасно принят в Галиции львовским губернатором князем Лобковичем, который предлагал ему выхлопотать для него паспорт и остаться на австрийской службе. Князь Адам Чарторийский убедил их не делать этого рискованного шага. Тогда вместе с другими эмигрантами Чайковский через Германию отправился в Париж, где их хорошо встретили «как французов, вернувшихся из Сибири, или как остатки великой армии Наполеона». В Париже Чайковский поддерживал отношения с польскими эмигрантами и, главным образом, с Чарторийским. В Париже начинается и литературная деятельность Чайковского. Здесь он написал и издал: «Казацкие повести» (пол. «Powiesci Kozackie», Париж, 1837), «Вернигора» (пол. «Wernyhora», П., 1838), «Кирджали» (пол. «Kyrdżali», П., 1841). Кроме того, он помещал свои статьи во многих периодических изданиях: «Reformateur», «Presse», «Quotidienne», «Constitutionnel», «Revue du Nord», «Journal des Debats» и других, а также был избран в члены исторического общества («Institut historique»).

## В Турции
В 1841 году по предложению Адама Чарторийского Чайковский был его дипломатическим агентом при князе Вассоевиче, который хотел с помощью польских эмигрантов захватить черногорский престол. Когда же эта попытка кончилась неудачей, Чайковский был отправлен агентом в Константинополь с целью образовать постоянное казацкое войско для поддержки польского дела. Он сумел добиться доверия Риза-паши, тогдашнего военного министра, фаворита султана, благодаря чему пользовался большим влиянием в турецких административных сферах. Деятельность Чайковского в Турции была направлена на поддержание польского дела и восстановление казачества, которое должно было бы объединять все славянские нации, включая и Польшу. Для достижения первой цели Чайковским была организована обширная агентура в Турции, Австрии, Сербии, Болгарии, даже на Кавказе у Шамиля. Кроме того, он основал на азиатском берегу Босфора две польских колонии («Алем-Дор» и «Адам-Кае»), из которых одна («Адам-Кае») имела 3000 жителей-поляков и находилась под покровительством Франции. Когда власть перешла в руки Решид-паши и Фет-Ахмет-паши, друзей Адама Чарторийского, польская агентура установилась формально; Чайковский снискал полное доверие правительства, имел личные сношения с султаном Абдул-Меджидом и открыто выступал защитником интересов славянских турецких подданных. Он покровительствовал священникам Неофиту и Иллариону, основателям болгарской униатской национальной церкви, польскому офицеру Качановскому, обратившему в униатство несколько десятков болгарских сёл в окрестностях Адрианополя, боснийцам, белокриницким старообрядцам; содействовал болгарам в развитии народного образования; был посредником между сербским правительством и Портой. Выдвигая на первый план единение славянских народностей, Чайковский всеми силами противился в 1848 году сближению поляков с мадьярами, но после 1848 года усиленно покровительствовал беглецам из России и Австрии, чем вызвал крайнее против себя раздражение императора Николая I, который собственноручным письмом к султану требовал высылки Чайковского из Турции и, когда турецкое правительство в том отказало, добился от французского правительства, чтобы у Чайковского был отобран французский паспорт. Австрия и Россия требовали от турецкого правительства выдачи польских бунтовщиков, служивших в венгерской революционной армии, а заодно и тех, кто бежал в Турцию после восстания 1830—1831 годов. Турция же была заинтересована в том, чтобы удержать поляков. Но Турция не хотела обострять отношения с Австрией и Россией. Польским эмигрантам было предложено перейти в ислам. Турки рассчитывали, что Австрия и Россия брезгливо откажутся от ренегатов, перешедших из христианства в ислам. Чайковский был среди тех, кто принял ислам. Он получил от султана пожизненную пенсию в 60000 пиастров и большое поместье близ Константинополя. В это же время он второй раз женился, по мусульманскому обряду. Вторая его супруга была дочерью Анджея Снядецкого, известного виленского профессора математики, очень красивая и блестящая женщина. Она влюбилась в какого-то русского генерала, который был послан в Турцию и там умер; тогда она поехала разыскивать его могилу, попала в Константинополь, встретила здесь Чайковского и вышла за него замуж.
В 1853 году, с началом крымской кампании, Чайковский был призван в ряды турецкой действующей армии и назначен начальником всего казацкого населения Порты. Он сформировал регулярный казачий полк из славян христианских исповеданий, получивший впоследствии название «Славянского легиона», и немедленно выступил с этим полком к Шумле. Оставив свой полк в Шумле, сам он прибыл в Варну, где вместе с великим визирем Кипризли-Мехмет-пашой, Риза-пашой, маршалом Сент-Арно и лордом Рагланом обсуждал первоначальный план крымской кампании. При осаде Силистрии кн. Паскевичем Чайковский снабжал осажденную крепость провиантом, а по отступлении русских войск от Силистрии был призван командовать авангардом армии, которая должна была перейти Дунай и проникнуть в Валахию. После сражений при Журже и Фратешти Чайковский по пятам русской армии вошёл в Бухарест и занимал этот город со своими казаками в течение 15 дней, до прибытия Омер-паши. Позже он командовал 15-тысячным корпусом, расположенным на Сирете и Пруте, откуда был послан со своими казаками и некрасовцами в Добруджу, чтобы восстановить порядок в этой провинции. Отсюда им подан был проект освобождения Карса походом на Тифлис, но проект этот принят не был вследствие противодействия Англии и Австрии, желавших скорейшего окончания войны. После заключении мира султан выразил благодарность Чайковскому и даже присвоил ему титул «Глаз, ухо и правая рука престола». Чайковский был сделан румелийским беглербеем (начальник султанской кавалерии) и получил поручение очистить Балканы от разбойничьих шаек, размножившихся после войны; полк же его, в награду за службу, был внесен в список регулярных полков армии (Низам-и Джедид). В течение двух лет Чайковский со своим полком искоренял разбойничество в Фессалии и Эпире, откуда был переведен в обсервационный лагерь на Косовом поле и снова отправлен на границы Греции из-за революции, свергнувшей короля Оттона.

Там его застал 1863 год; к польскому восстанию Чайковский отнесся крайне отрицательно, так как со временем стал критически относиться к жестокостям польских революционеров в отношении евреев и православных ещё во время прошлого восстания. Его больше привлекала не формально независимая Польша под властью Запада, а Польша в составе союза славянских стран, включая страны Балкан, под руководством Турции. Кроме того, видел в этом восстании «протест против надела крестьян собственностью». Но многие служившие с ним поляки хотели присоединиться к Милковскому и вторгнуться в южную Россию для поддержки польских повстанцев. Зачинщиками вооружённого восстания против Чайковского стали майор Фрейнд (будущий маршал Махмуд Хамди-паша) и оба зятя Чайковского — капитан П. Суходольский, муж дочери Каролины, и полковник Р. Гутовский, муж Михалины. Бунтовщиков усмирили турки, не желавшие из-за них войны с Россией. Поэтому после 1863 года, с усилением польской эмиграции, в Турции против Чайковского начались усиленные интриги сторонников польского дела, видевших в нём изменника, из-за которого польские части Турции не присоединились к восстанию 1863 года. С греческой границы оставшаяся верной своему командиру кавалерия Чайковского была переведена в Константинополь и зачислена в гвардию султана, сам же Чайковский произведен в генералы и награждён орденом Меджидие II степени. В 1867 году он был послан в Болгарию, куда произошло с помощью польских революционеров вторжение четников, подавленное самими боявшимися «революционного униатства» болгарами. За свою умелую гуманную деятельность и правду о нежелании болгар Дунайского вилайета стать униатами удостоился благодарности султана. Но наместник султана в дунайском вилайете Мидхат-паша, помак, ненавидевший всё болгарское, обвинил и болгар, и Чайковского в поддержке направленных польскими революционерами четников. Чайковский вспоминал: 
В Дунайском вилайете было повешено немало болгар; их вешали так же просто, как в Польше в 1831 г. вешали евреев: на виселицах, на деревьях, на крюках от колодцев, на крышах. Их [то есть евреев польские революционеры] вешали у нас за шпионство. За то, что они много говорили, а болгар [Мидхат-паша] за то, что они слишком много молчали; во время народных волнений и то, и другое бывает опасно. <…> Мидхат был награждён за усмирение этого восстания, никто не оспаривал у него этой славы..
Когда в 1869 году, недовольные тем, что кроме Чайковского, почти никто из казаков не принял ислам, а языком легиона был «славянский» (малороссийский с польскими элементами), османы приступили к отуречиванию казаков: переходу на османский язык и обращению в ислам. Тогда, утомленный постоянной борьбой и неприятностями, Чайковский и ещё несколько десятков человек подали в отставку.

## Возвращение в Россию
Вскоре после этого он получил от русского правительства разрешение вернуться в Россию, куда и прибыл в конце 1872 года. По возвращении в Россию Чайковский принял православие (он в Турции принял ислам, а при рождении был униатом) и поселился в Киеве. От русского правительства ему было назначено содержание; кроме того, он сохранил пенсию, выслуженную в Турции.
За несколько лет до смерти он переселился в своё имение Борки, Черниговской губернии, где и покончил жизнь самоубийством в ночь с 5 на 6 января 1886 года. Поводом к этому послужили семейные недоразумения.
Последние годы своей жизни Чайковский вел самую разнообразную и обширную корреспонденцию с политическими людьми и журналистами России и Австрии, а также печатал много воспоминаний, повестей и рассказов (между прочим в «Русском Вестнике», «Киевлянине» и «Московских Ведомостях»). Личность Чайковского вызывала к себе крайне противоположное отношение. В то время как известная часть русской печати готова была видеть в нём крупного и самостоятельного политического деятеля, польская печать относилась к нему крайне враждебно, не признавала за ним никакого значения и видела в нём только многократного ренегата.

## Литературное творчество
Литературное дарование Чайковского русской критикой оценивалось как не великое и не оригинальное. Рассказы его напоминают Гоголя, Основьяненко, Шевченко и вообще всех писателей юга России, изображавших казацкий быт. Одна основная идея проходит почти через все его произведения: поляки и украинцы по происхождению одной нации, славяне, а москали — народ туранский, полукочевой и лишённый гражданственности. На борьбу Польши с Украиной он смотрел романтически, как на турнир. Его язык считали вычурным; польский литературный критик и прозаик М. Грабовский критиковал его «поэтическую прозу». Ещё более резкий отзыв о его произведениях находим в «Истории славянских литератур» Пыпина и Спасовича, где Чайковский прямо назван сочинителем плохих повестей. Тем не менее в своё время повести его имели большой успех и переводились на европейские языки. Вот главнейшие из них:
- «Казацкие повести» (пол. „Powieści kozackie, 1837)
- «Вернигора» (пол. „Wernyhora“, 1838)
- «Кирджали» (пол. „Kirdżali“, 1839)
- «Украинки» (пол. „Ukrainki“, 1841)
- «Стефан Чарнецкий» (пол. „Stefan Czarniecki“, 1840)
- «Гетман Украины» (пол. „Hetman Ukrainy“, 1841)
- «Овручанин» (пол. „Owruczanin“, 1841)
- «Странная жизнь поляков и полек» (пол. „Dziwne życia Polaków i Polek“, 1865)
- «Болгария» (пол. „Bolgaria“)
- «Босния» (пол. „Bosnia“)
- «Немолака» (пол. „Nemolaka“)

В 1862—1873 годах сочинения его были изданы в 12 томах. Переводы некоторых его повестей помещались также в русских повременных изданиях («Болгария» — в «Русском вестнике» за 1873 году, № 6—11, «С устьев Дуная» — в «Киевлянине» за 1873 год, «Босния» — в «Московских ведомостях» за 1875 год и др.). Последними его произведениями были «Воспоминания», имеющие большой автобиографический и исторический интерес (начались печатанием в «Русской Старине» с ноября 1895 года).

## Семья
Сын Владислав (1837 или 1840—1907) находился на османской службе и был христианским губернатором Горного Ливана в 1902—1907.

## Источник
- Войнов В. Чайковский, Михаил Илларионович // Русский биографический словарь : в 25 томах. — СПб.—М., 1896—1918.

- Златанов Ал. Казак алаят на Садък Паша. // Известия на Института за исторически изследвания, т. 32, 2015, 66 — 78